# مارتين بونس
مارتين بونس (بالإسبانية: Martín Ponce)‏ (30 يونيو 1992 في المكسيك - ) هو لاعب كرة قدم مكسيكي في مركز الوسط. شارك مع منتخب المكسيك تحت 17 سنة لكرة القدم. أما مع النوادي، فقد لعب مع نادي شيفاز يو إس أي ونادي غوادالاخارا وLoros UdeC ‏.

## وصلات خارجية
- مارتين بونس على موقع الدوري الأمريكي (الإنجليزية)
- مارتين بونس على موقع قاعدة بيانات كرة القدم.إي يو (الإنجليزية)